# NGC 837
NGC 837 é uma galáxia espiral (Sb) localizada na direcção da constelação de Cetus. Possui uma declinação de -22° 25' 53" e uma ascensão recta de 2 horas, 10 minutos e 16,1 segundos.
A galáxia NGC 837 foi descoberta em 1886 por Frank Leavenworth.